# Jamie Chadwick
Jamie Laura Chadwick (Bath, 20 de maio de 1998) é uma automobilista britânica, que irá competir na European Le Mans Series pela equipe IDEC Sport. Recentemente, ela fez duas temporadas completas na Indy NXT pela Andretti. Disputou todas as temporadas da W Series, sendo campeã em 2019, 2021 e 2022. Também foi campeã do Campeonato Britânico de Turismo de 2015 na classe GT4, e da MRF Challenge Fórmula 2000 na temporada 2018–19. Desde 2019, faz parte da Williams Driver Academy e é piloto de testes da Jaguar TCS Racing na Fórmula E.

## Vida pessoal
Jamie Chadwick nasceu em Bath, antes de crescer na Ilha de Man.. Seu pai, Michael, é um promotor imobiliário, e sua mãe, Jasmine, é uma empresária de origens indianas. Chadwick acabou sendo educada no Cheltenham College, um internato coeducacional e escola independente diurna na cidade termal de Cheltenham, em Gloucestershire. Ela morou perto de Tetbuty, Gloucestershire, e atualmente reside em Londres. Ela está em um relacionamento com o também piloto Struan Moore.

## Carreira

### Início de carreira
Chadwick começou sua carreira no automobilismo no kart aos 11 anos, seguindo seu irmão Oliver no esporte. Ela entrou no automobilismo em 2013, quando recusou um teste com o time de hóquei sub-18 da Inglaterra para competir no fim de semana de bolsas da Ginetta Junior, onde venceu e ganhou uma bolsa para a temporada 2013 do Campeonato Ginetta Junior. Chadwick correu ao lado de seu irmão para a equipe JHR Developments, terminando em décimo no campeonato. Ela permaneceu na série em 2014, conquistando cinco pódios durante o ano e terminando em oitavo lugar geral no campeonato.

### GT Britânico
Em março de 2015, ela foi anunciada como um dos pilotos da equipe Beechdean Motorsport no Campeonato Britânico de GT de 2015, competindo na classe GT4. Chadwick e seu copiloto, Ross Gunn, conquistaram duas vitórias e cinco pódios durante a temporada em seu Aston Martin V8 Vantage, incluindo uma vitória nas 24 Horas de Silverstone. Isso fez dela a primeira mulher bem como a mais jovem campeã do Campeonato Britânico de GT.
No início de 2016, Chadwick permaneceu no Campeonato Britânico de GT, pilotando na classe GT4 Pro com a equipe Generation AMR SuperRacing na primeira, segunda e sexta rodadas, antes de retornar à Beechdean Motorsport para correr na classe Pro-Am com Paul Hollywood para as últimas três corridas da temporada. Chadwick acabou terminando em 15.º no campeonato.
Chadwick também competiu na corrida 9 da temporada de 2016 da VLN, pilotando o Aston Martin GT8 da equipe Nexcel AMR, terminando em terceiro na classe SP8.

### BRDC Fórmula 3
Chadwick mudou-se para as corridas de monopostos em 2017, juntando-se à Double R Racing para competir no Campeonato BRDC Britânico de Fórmula 3 de 2017. Ela alcançou seu primeiro e único pódio da temporada com um terceiro lugar em Rockingham na quinta rodada do campeonato, terminando em nono lugar geral na temporada. Para a temporada de 2018, Chadwick permaneceu na BRDC Fórmula 3, mudando-se para a Douglas Motorsport. Em agosto, ela se tornou a primeira mulher a vencer uma corrida de F3 Britânica ao reivindicar a vitória na segunda corrida em Brands Hatch, e terminou a temporada em oitavo lugar.

### MRF Challenge
Em novembro de 2018, Chadwick assinou contrato para a temporada 2018-19 do MRF Challenge Fórmula 2000 e liderou as duas sessões de treinos iniciais. Ela teve sucesso nas primeiras rodadas do campeonato, terminando em segundo em três das cinco corridas no fim de semana de abertura em Dubai. Ela seguiu com vitórias em seis das dez corridas restantes no Bahrain e Chenai para levar o título, tornando-se a primeira mulher a vencer o MRF.

### Eurofórmula Open
Em setembro de 2019, Chadwick juntou-se à equipe Double R Racing para testar o carro do campeonato Eurofórmula Open no Circuito de Silverstone, com o objetivo de participar da competição no futuro.

### Fórmula 3 Asiática
Chadwick participou das três primeiras corridas do Campeonato Asiático de Fórmula 3 (atual Campeonato de Fórmula Regional Asiática) de 2019, pontuando em duas. Seguiu na F3 Asiática na temporada 2019–20, onde Chadwick pontuou em todas as quinze etapas, tendo um 11º lugar como pior resultado, e fez cinco pódios, incluindo uma vitória em Chang. Chadwick se classificou em quarto lugar, o que lhe rendeu seus primeiros 10 dos 40 pontos necessários para se qualificar para uma Superlicença FIA.

### W Series

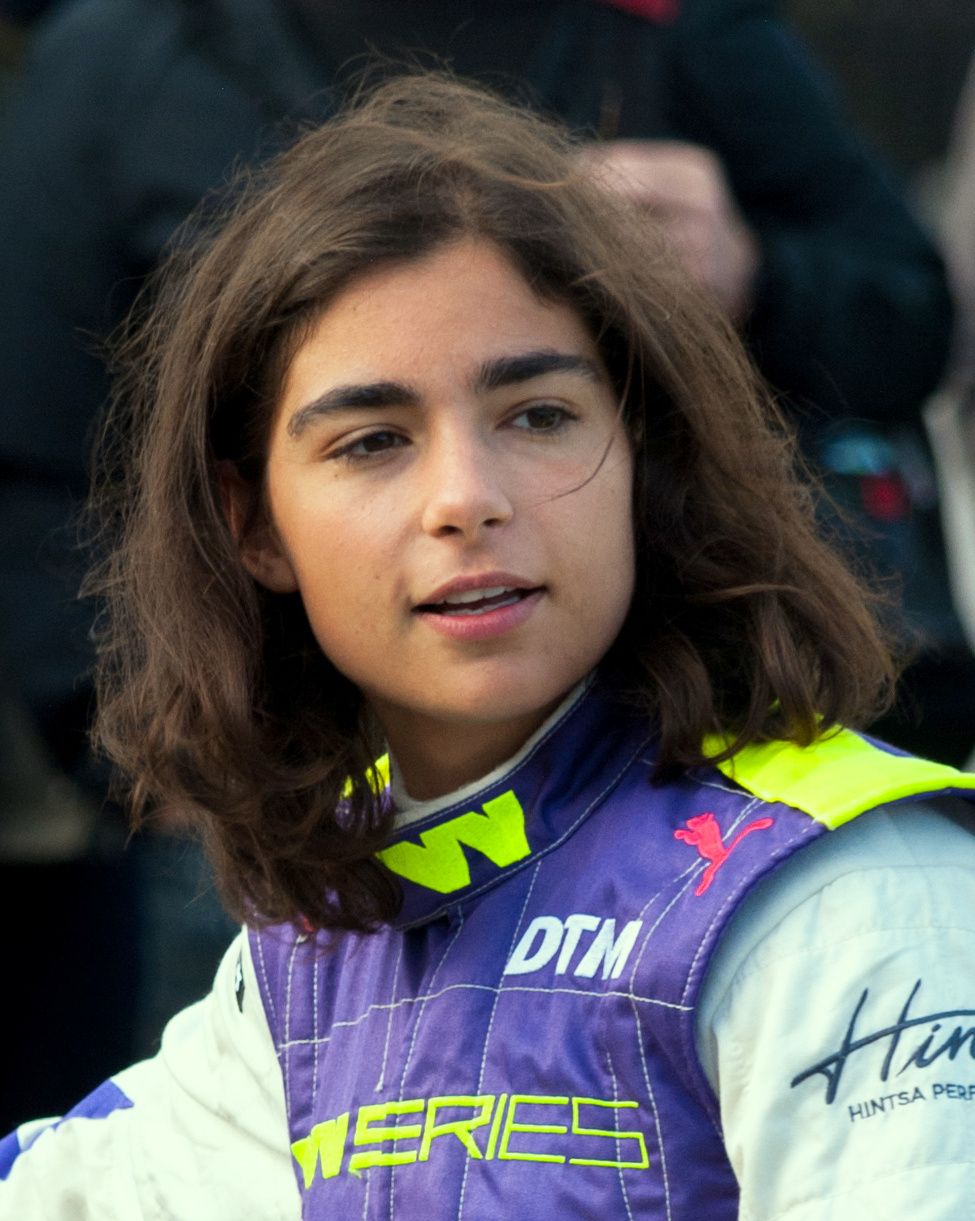
Chadwick em 2019

Em março de 2019, Chadwick foi anunciada como uma das participantes da temporada inaugural da W Series e na primeira corrida da W Series em Hockenheim, Chadwick teve um desempenho dominante, liderando as sessões de treinos e largando na pole position. Apesar de ter cedido brevemente a liderança da corrida para Alice Powell, Chadwick se recuperou e conquistou a primeira vitória da história da W Series. Duas semanas depois, em Zolder, ela começou novamente na pole, porém perdeu a liderança para Beitske Visser desde o início, e teve que lutar contra Powell mais tarde na corrida, assegurando o segundo lugar no fim.

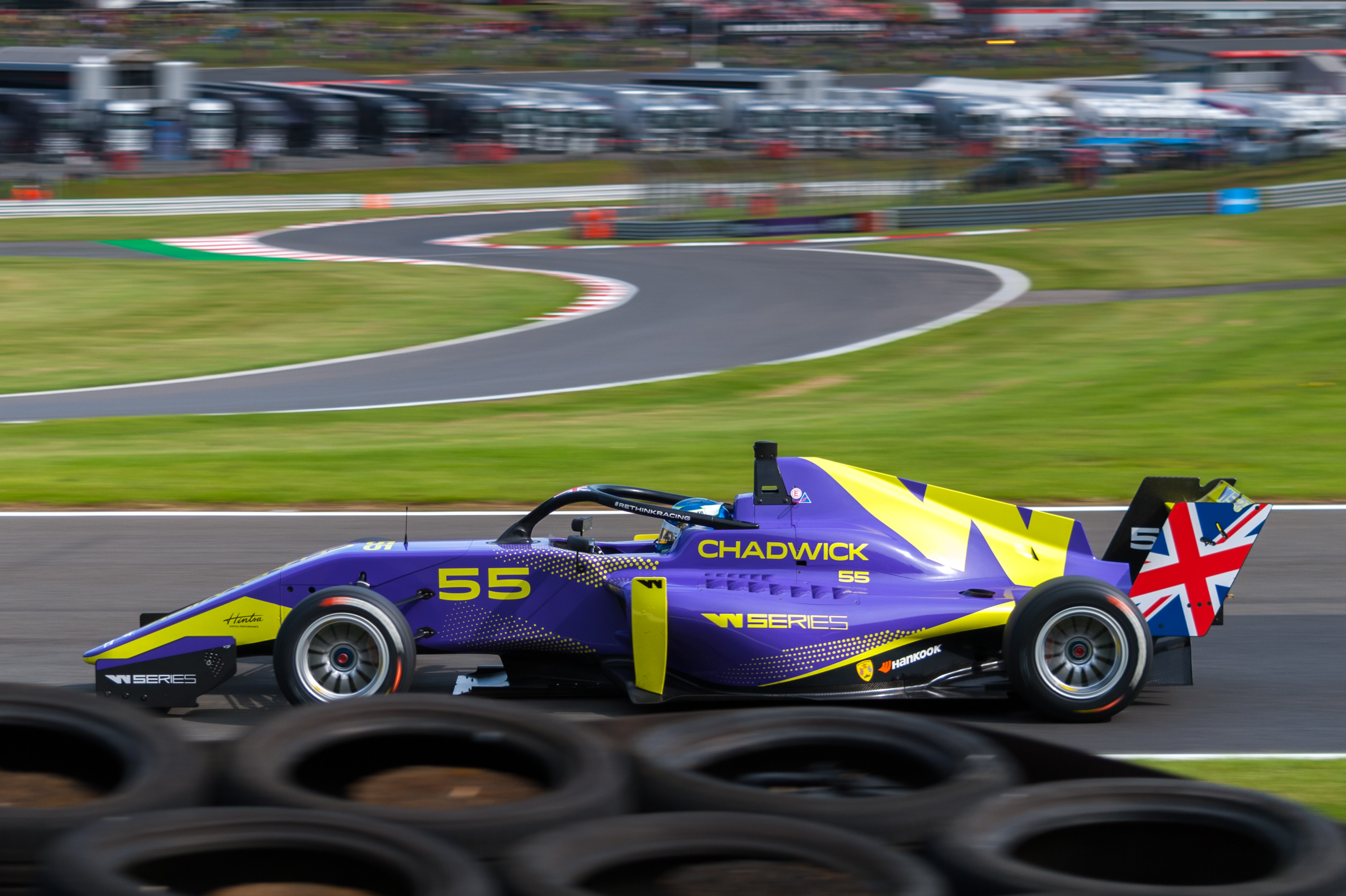
Chadwick durante a final da W Series de 2019, em Brands Hatch.

Na corrida seguinte da W Series em Misano no mês seguinte, Chadwick se classificou em segundo, atrás de Fabienne Wohlwend, mas conseguiu ultrapassá-la na largada e segurou a pressão de Visser para conquistar sua segunda vitória na W Series. Chadwick terminou em terceiro lugar atrás de Marta García e Visser em Norisring, depois de uma longa batalha com esta última que a fez perder o segundo lugar na largada e fazer uma tentativa tardia de reconquistar a posição no final da corrida.
Em Assen, Chadwick largou e terminou em terceiro depois de segurar novamente a pressão de Visser. Na corrida do dia seguinte, fora do campeonato, e com grid de largada reverso, Chadwick lutou na pista para terminar em oitavo depois de largar do final do grid. Chadwick entrou na decisão do campeonato da W Series em Brands Hatch com uma vantagem de 13 pontos sobre a segunda colocada Visser, e começou na pole position pela terceira vez. Apesar de defender a liderança inicialmente, ela perdeu o ritmo de corrida e perdeu posições para Powell, Emma Kimiläinen e, finalmente, Visser, no entanto, seu eventual quarto lugar foi suficiente para segurar Visser e conquistar o título inaugural da W Series.

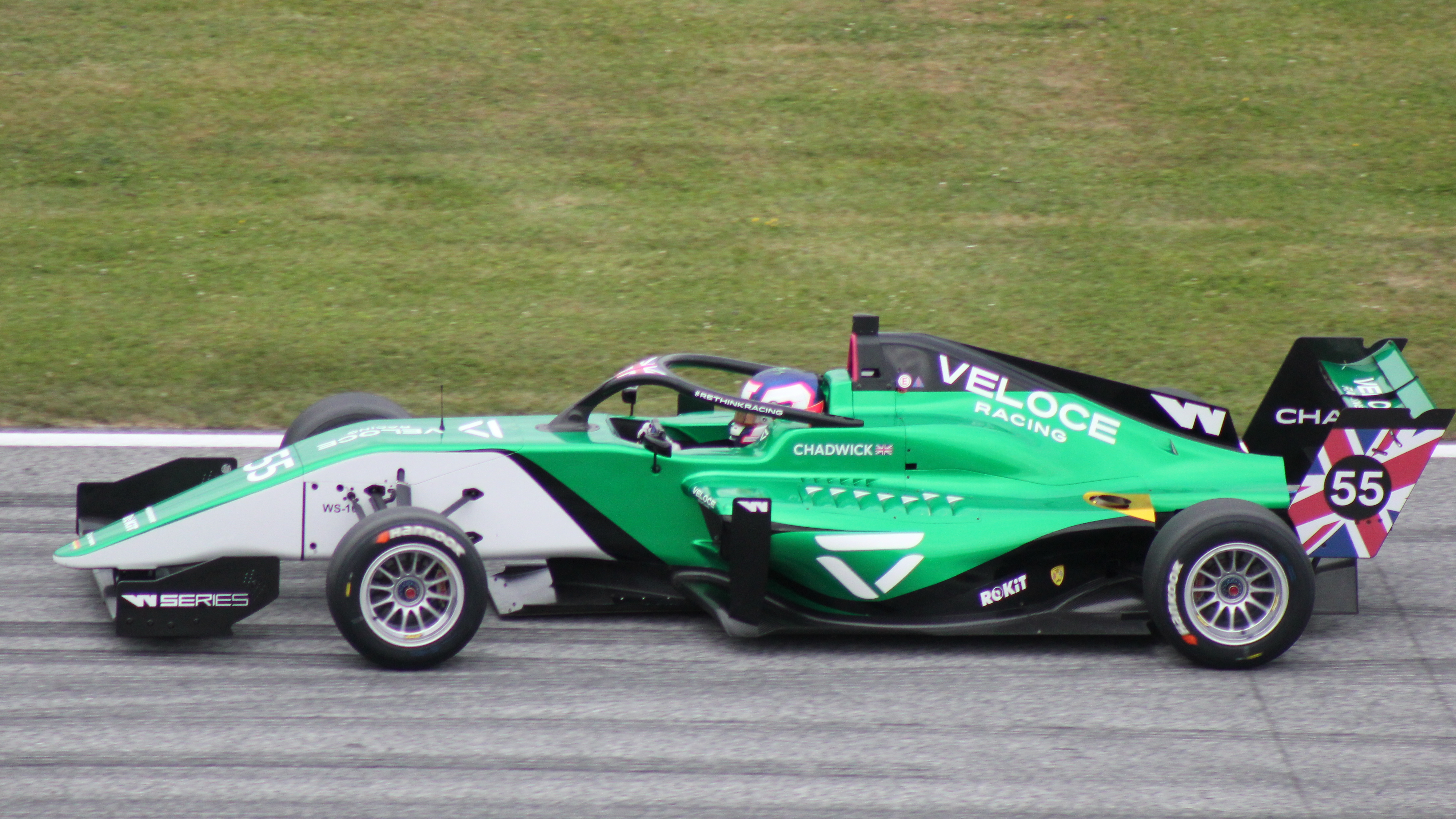
Chadwick correndo pela W Series no Red Bull Ring em 2021

Chadwick estava programada para retornar à W Series em 2020, mas a pandemia de COVID-19 fez com que a temporada fosse cancelada.
Em 2021, Chadwick retornou para a W Series, sendo companheira de Bruna Tomaselli na Veloce Racing. Jamie defendeu seu título e teve sua compatriota Alice Powell como principal adversária. Mas Chadwick foi novamente superior, ao fazer sete pódios em oito provas, com quatro destes sendo vitórias, e um sexto lugar como pior resultado. Assim, Chadwick se coroou como bicampeã da categoria, superando Powell por 27 pontos.

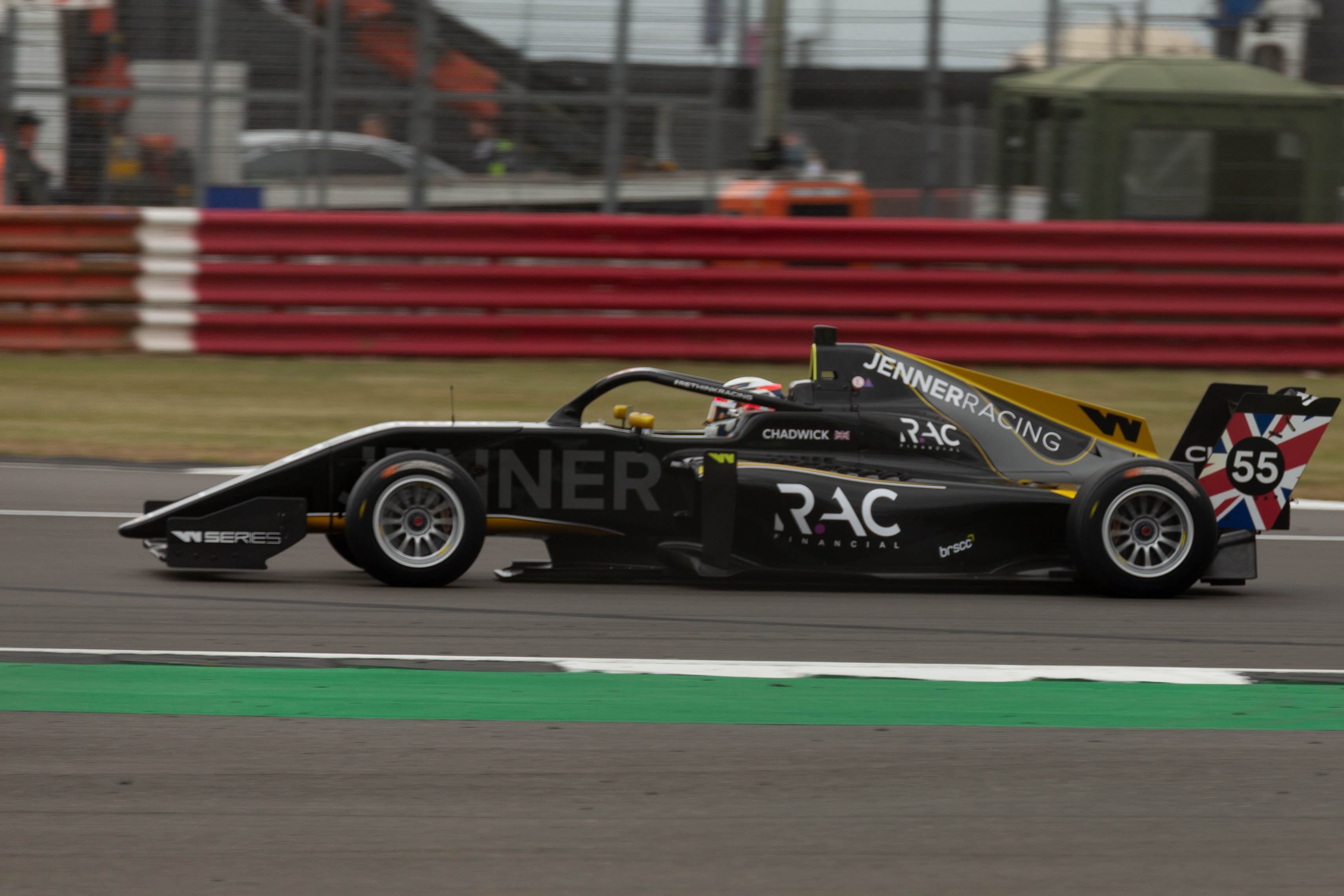
Chadwick em sua campanha pelo tri da W Series em 2021

2022 viu uma dominância ainda maior de Chadwick no campeonato. A britânica correu pela Jenner Racing ao lado de Chloe Chambers, e teve um início arrasador, com ela vencendo as cinco primeiras provas da categoria, e chegando em segundo na Hungria. Se acidentou na rodada de Singapura, não completando aquela que acabou sendo a última prova da história da W Series. Deveria haver mais três rodadas no campeonato, mas a W Series foi cancelada por falta de financiamento, e assim, Chadwick foi declarada tricampeã, com ela somando 50 pontos a mais do que a vice Beitske Visser.

### Fórmula Regional Europeia
Em 16 de junho de 2020, foi anunciado que ela se juntou à equipe italiana Prema Powerteam, para ser um dos quatro pilotos do time no Campeonato de Fórmula Regional Europeia de 2020, sendo companheira de Gianluca Petecof, Arthur Leclerc e Oliver Rasmussen. Apesar de ser a piloto mais experiente do grid e de estar na equipe que venceu o campeonato de construtores, Chadwick só conseguiu fazer um pódio e se classificar em nono, 263 pontos atrás de Rasmussen, seu companheiro de equipe mais próximo, sendo a antepenúltima entre todos as pilotos a fazer todas as corridas da temporada, que foi vencida por Petecof após uma intensa luta contra Leclerc.

### Fórmula 1
Em 2019, enquanto disputava sua primeira temporada na W Series, Chadwick se tornou a segunda piloto a ingressar na Williams Driver Academy (pt: Academia de Pilotos Williams), tornando-se piloto de desenvolvimento da equipe.
Em março de 2021, a Williams anunciou que Chadwick permaneceria como piloto de desenvolvimento para a temporada.

### Extreme E
Em setembro de 2019, Chadwick foi anunciada como um dos pilotos concorrentes na temporada inaugural do Extreme E em 2021. Ela acabou fazendo uma campanha parcial devido a conflitos com a W Series, participando de três corridas com a Veloce Racing. A equipe teve que se retirar da primeira corrida devido a danos no carro, mas Chadwick ficou em 2º lugar na segunda rodada e em 6º na rodada final.

### Fórmula E
Em 2019, Chadwick participou de duas sessões de teste da Fórmula E com a equipe NIO 333, sendo a primeira em Riade, Arábia Saudita, e a segunda em Marraquexe, Marrocos. Depois, ela participou do teste de novatos de 2020 com a Jaguar Racing.
Chadwick testou o carro Gen3 no ePrix de Portland de 2024. Em 28 de outubro, a Jaguar anunciou que ela seria piloto de testes para a temporada 2024–25 e pilotaria com a equipe para o teste de novatos exclusivamente feminino. Ela ficou em segundo lugar, atrás de Abbi Pulling.

### Indy NXT
Em agosto de 2022, a Andretti Autosport anunciou que planejava testar Chadwick em um dos carros Dallara IL-15 Indy Lights da equipe em Sebring. O teste ocorreu em 21 de setembro e Chadwick completou mais de 120 voltas no circuito. Posteriormente, em 1º de dezembro, foi anunciado que a Andretti havia contratado Chadwick para pilotar na Indy NXT em 2023. A inexperiência com o carro e as pistas fez com que Chadwick lutasse nas etapas iniciais, mas ela melhorou na segunda metade da temporada, conquistando cinco resultados entre os 10 primeiros nas últimas 8 corridas.
Chadwick seguiu na Andretti em 2024. Fez seu primeiro pódio na corrida 1 de Indianápolis, sendo a primeira a ficar no Top-3 desde Pipa Mann em 2010, e mais tarde, em 9 de junho de 2024, teve sua primeira pole e vitória em Road America, prova que ela controlou de ponta a ponta. Seu resultado a tornou a terceira mulher a vencer na categoria, se igualando a Bia Figueiredo e Pippa Mann. Após essa vitória, Chadwick ainda teve mais quatro aparições consecutivas no Top-10 e um quinto lugar em Milwaukee Mile, fechando o ano em sétimo, com 310 pontos.

### IndyCar Series
Chadwick testou um carro da Andretti no Barber Motorsports Park em 30 de setembro de 2024, ao lado de novatos como Felipe Drugovich. A britânica, que foi um segundo mais lenta que o brasileiro, considerou a experiência desafiadora, mas disse manter o sonho de correr na Indy no futuro.

### Corridas de resistência
Chadwick participou das 24 Horas de Nürburgring de 2018, pilotando o Aston Martin Vantage V8 GT4 na classe SP8 ao lado de Jonathan Adam, Alex Lynn e Pete Cate. A equipe terminou em quinto lugar na classe e sexagésimo terceiro no geral. No ano seguinte, ela foi anunciada como piloto júnior oficial da Aston Martin Racing, estendendo um relação não oficial já existente desde 2014. Chadwick então entrou nas 24 Horas de Nürburgring de 2019 com a Aston Martin, correndo ao lado de Alex Brundle e Peter Cate no Aston Martin Vantage AMR GT4, terminando em primeiro na classe SP8 e vigésimo sétimo no geral.
Em 4 de dezembro de 2024, foi anunciado que Chadwick se juntaria à equipe IDEC Sport pela classe LMP2 da European Le Mans Series em 2025, ao lado do ex-F1 Logan Sargeant e de Mathys Jaubert.

## Registros na carreira

### Sumário
| Temporada | Categoria                   | Equipe                     | Corridas                  | Vitórias                  | Poles                     | V.M.R.                    | Pódios                    | Pontos                    | Class.                    |
| --------- | --------------------------- | -------------------------- | ------------------------- | ------------------------- | ------------------------- | ------------------------- | ------------------------- | ------------------------- | ------------------------- |
| 2013      | Ginetta Junior Championship | JHR Developments           | 20                        | 0                         | 0                         | 0                         | 0                         | 221                       | 10.º                      |
| 2014      | Ginetta Junior Championship | JHR Developments           | 20                        | 0                         | 0                         | 0                         | 5                         | 287                       | 8.º                       |
| 2015      | GT Britânico - GT4          | Beechdean-AMR              | 9                         | 2                         | 0                         | 0                         | 5                         | 164.5                     | 1.º                       |
| 2016      | GT Britânico - GT4          | Generation AMR SuperRacing | 6                         | 0                         | 0                         | 0                         | 0                         | 29                        | 15.º                      |
| 2017      | Fórmula 3 BRDC              | Double R Racing            | 24                        | 0                         | 0                         | 0                         | 1                         | 264                       | 9.º                       |
| 2018      | Fórmula 3 BRDC              | Douglas Motorsport         | 24                        | 1                         | 0                         | 0                         | 2                         | 260                       | 8.º                       |
| 2018–19   | Desafio MRF de Fórmula 2000 | MRF Racing                 | 15                        | 6                         | 0                         | 5                         | 9                         | 280                       | 1.º                       |
| 2019      | W Series                    | —                          | 6                         | 2                         | 3                         | 0                         | 5                         | 110                       | 1.º                       |
| 2019      | Fórmula 3 Asiática          | Seven GP                   | 3                         | 0                         | 0                         | 0                         | 0                         | 18                        | 14.º                      |
| 2019–20   | Fórmula 3 Asiática          | Absolute Racing            | 15                        | 1                         | 0                         | 2                         | 4                         | 139                       | 4.º                       |
| 2020      | Fórmula Regional Europeia   | Prema Powerteam            | 23                        | 0                         | 0                         | 0                         | 1                         | 80                        | 9.º                       |
| 2020      | Fórmula 1                   | Williams Racing            | Piloto de desenvolvimento | Piloto de desenvolvimento | Piloto de desenvolvimento | Piloto de desenvolvimento | Piloto de desenvolvimento | Piloto de desenvolvimento | Piloto de desenvolvimento |
| 2021      | W Series                    | —                          | 8                         | 4                         | 4                         | 3                         | 7                         | 159                       | 1.º                       |
| 2021      | Fórmula 1                   | Williams Racing            | Piloto de desenvolvimento | Piloto de desenvolvimento | Piloto de desenvolvimento | Piloto de desenvolvimento | Piloto de desenvolvimento | Piloto de desenvolvimento | Piloto de desenvolvimento |
| 2021      | Extreme E                   | Veloce Racing XE           | 2                         | 0                         | 0                         | 0                         | 1                         | 48                        | 10.º                      |
| 2022      | W Series                    | Jenner Racing              | 7                         | 5                         | 3                         | 3                         | 6                         | 143                       | 1.º                       |
| 2022      | Fórmula 1                   | Williams Racing            | Piloto de desenvolvimento | Piloto de desenvolvimento | Piloto de desenvolvimento | Piloto de desenvolvimento | Piloto de desenvolvimento | Piloto de desenvolvimento | Piloto de desenvolvimento |
| 2023      | Indy NXT                    | Andretti Autosport         | 14                        | 0                         | 0                         | 0                         | 0                         | 262                       | 12.º                      |
| 2023      | Fórmula 1                   | Williams Racing            | Piloto de desenvolvimento | Piloto de desenvolvimento | Piloto de desenvolvimento | Piloto de desenvolvimento | Piloto de desenvolvimento | Piloto de desenvolvimento | Piloto de desenvolvimento |
| 2024      | Indy NXT                    | Andretti Global            | 14                        | 1                         | 1                         | 0                         | 2                         | 310                       | 7.º                       |
| 2024–25   | Fórmula E                   | Jaguar TCS Racing          | Piloto de testes          | Piloto de testes          | Piloto de testes          | Piloto de testes          | Piloto de testes          | Piloto de testes          | Piloto de testes          |
| 2025      | European Le Mans Series     | IDEC Sport                 | 0                         | 0                         | 0                         | 0                         | 0                         | 0                         | ?                         |

### Resultados no Campeonato Britânico de GT
(legenda) (Corridas em negrito indicam pole position na classe) (Corridas em itálico indicam volta mais rápida na classe)
| Ano  | Equipe                     | Carro                       | Classe | 1        | 2         | 3        | 4        | 5        | 6        | 7        | 8        | 9        | Class. | Pontos |
| ---- | -------------------------- | --------------------------- | ------ | -------- | --------- | -------- | -------- | -------- | -------- | -------- | -------- | -------- | ------ | ------ |
| 2015 | Beechdean-AMR              | Aston Martin V8 Vantage GT4 | GT4    | OUL 1 12 | OUL 2 DSQ | ROC 1 11 | SIL 1 11 | SPA 1 15 | BRH 1 13 | SNE 1 18 | SNE 2 17 | DON 1 EX | 1.º    | 164,5  |
| 2016 | Generation AMR SuperRacing | Aston Martin V8 Vantage GT4 | GT4    | BRH 1 13 | ROC 1 20  | OUL 1    | OUL 2    | SIL 1    | SPA 1 28 | SNE 1 23 | SNE 2 20 | DON 1 20 | 15.º   | 29     |

### Resultados na W Series
(legenda) (Corridas em negrito indicam pole position) (Corridas em itálico indicam volta mais rápida)
| Ano  | Equipe        | 1     | 2     | 3     | 4     | 5     | 6     | 7       | 8     | Classificação | Pontos |
| ---- | ------------- | ----- | ----- | ----- | ----- | ----- | ----- | ------- | ----- | ------------- | ------ |
| 2019 | Hitech GP     | HOC 1 | ZOL 2 | MIS 1 | NOR 3 | ASS 3 | BRH 4 |         |       | 1.º           | 110    |
| 2021 | Veloce Racing | RBR 6 | RBR 1 | SIL 3 | HUN 1 | SPA 2 | ZAN 2 | COA 1   | COA 1 | 1.º           | 159    |
| 2022 | Jenner Racing | MIA 1 | MIA 1 | CAT 1 | SIL 1 | LEC 1 | HUN 2 | SIN Ret |       | 1.º           | 143    |

### Resultados na Fórmula Regional Europeia
(legenda) (Corridas em negrito indicam pole position) (Corridas em itálico indicam volta mais rápida)
| Ano  | Equipe          | 1       | 2       | 3       | 4        | 5        | 6       | 7         | 8        | 9       | 10      | 11      | 12      | 13       | 14        | 15      | 16       | 17      | 18       | 19        | 20      | 21       | 22      | 23      | 24      | Class. | Pontos |
| ---- | --------------- | ------- | ------- | ------- | -------- | -------- | ------- | --------- | -------- | ------- | ------- | ------- | ------- | -------- | --------- | ------- | -------- | ------- | -------- | --------- | ------- | -------- | ------- | ------- | ------- | ------ | ------ |
| 2020 | Prema Powerteam | MIS 1 3 | MIS 2 8 | MIS 3 6 | LEC 1 10 | LEC 2 10 | LEC 3 9 | RBR 1 Ret | RBR 2 10 | RBR 3 5 | MUG 1 9 | MUG 2 7 | MUG 3 8 | MNZ 1 10 | MNZ 2 Ret | MNZ 3 8 | CAT 1 10 | CAT 2 9 | CAT 3 10 | IMO 1 Ret | IMO 2 9 | IMO 3 10 | VAL 1 8 | VAL 2 C | VAL 3 7 | 9.º    | 80     |